# Sølen
Der Sølen ist ein freistehender, dreigipfeliger Berg in der Gemeinde Rendalen in der ostnorwegischen Provinz Innlandet (bis 31. Dezember 2019: Hedmark). Der Midtre (mittlere) Sølen ist mit 1755 moh. der höchste der drei Gipfel, die anderen beiden Gipfel sind der Søre (südliche) Sølen mit 1688 moh. und der Nordre (nördliche) Sølen mit 1699 moh. Der Midtre Sølen kann im Sommer wie im Winter über mehrere technisch einfache, aber lange Anstiege v. a. aus Süden oder Westen, die sich alle am See Skardstjønna zum steileren, aber ebenfalls relativ leichten Schlussanstieg vereinigen, erreicht werden.

## Karten
Nordeca AS (Hg.): Norge-serien 1:50.000, Blatt 10067: Engerdal

## Bilder

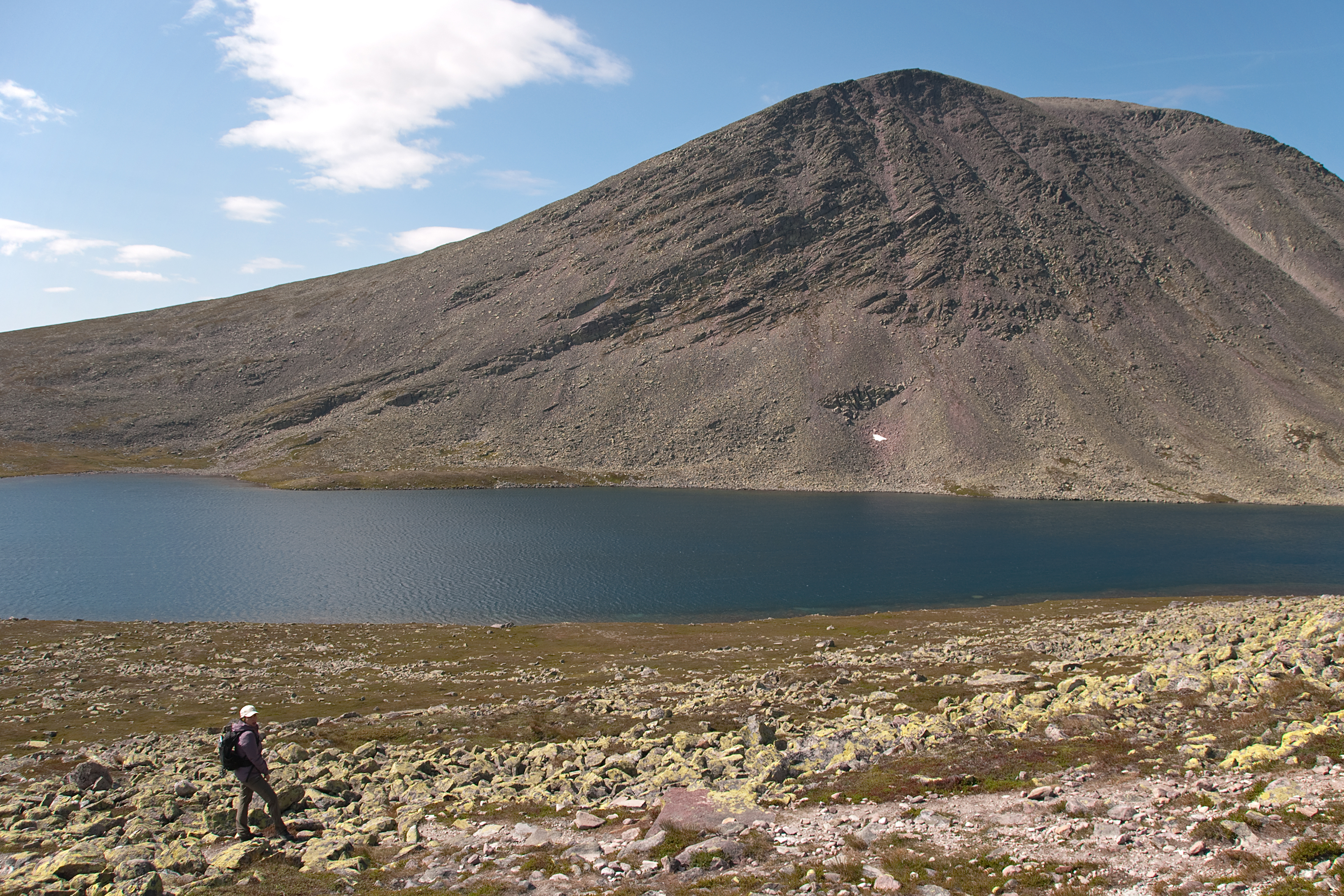
Am See Skardstjønna zwischen Søre und Midtre Sølen